# Zhu'a
Zhu'a (kinesiska: 祝阿镇, 祝阿) är en köping i Kina. Den ligger i provinsen Shandong, i den östra delen av landet, omkring 23 kilometer nordväst om provinshuvudstaden Jinan. Antalet invånare är 57 995. Befolkningen består av 29 149 kvinnor och 28 846 män. Barn under 15 år utgör 15,0 %, vuxna 15-64 år 75 %, och äldre över 65 år 9,0 %.
Genomsnittlig årsnederbörd är 818 millimeter. Den regnigaste månaden är juli, med i genomsnitt 297 mm nederbörd, och den torraste är januari, med 5 mm nederbörd.